# 水銀温度計
水銀温度計（すいぎんおんどけい、英: mercury thermometer）とは 水銀の熱膨張を利用した液体温度計。細管と溜りからなるガラス管に水銀を封入し、水銀の膨張を細管内の水銀面の位置の目盛りで読みとるようにしたものである。

## 概要
水銀温度計は、感温液に水銀を用いたもので、よりも精確な計測が可能であり、また、-50 ～ 630℃付近という広い範囲で使用可能である。また簡易的な作りと水銀が比較的安価であったため、安価で販売できたが、一方でこの簡易的な作りが原因し、破損しやすく大変危険であった。
水銀温度計は熱伝導と膨張を利用している。熱膨張とは接触している物体どうしが熱を伝える性質のことを言いう。例えば体温計を腋に挟んだ際、皮膚と体温計が接触し、そこから熱伝導が起こっている。
腋の下や口の中で体温計と接触すると、体の熱が体温計の水銀に伝導し、温度が上がった水銀は膨張し、膨張した水銀は、逆流を防ぐ留点を通り抜けて細い管である毛細管を上昇していく。温度ごとによる水銀の膨張の度合いに合わせて目盛りが振られているため、規定の温度に達すると膨張が止まり、温度を測定することが出来るのである。
以上のような仕組みで水銀温度計で温度が測定できる。ただ熱伝導により水銀の温度が上昇し、外気温と同じ温度になるまでに10分程度を要する。これには検温部が体の内部と同じ程度に温まった温度である平衡温に達する必要があるためである。
つまり平衡温に達するということは、実際の体内の温度と検温部の温度が同じになることと同義であり、それを直接測定しているので正確な数値として認識できるのであり。これが水銀体温計の精度が高いと言える1つの要因となっているのである。

## 水銀温度計の危険性
水銀温度計に入っている水銀は大変危険なものであり、気化した状態で体内に入ると有害である。そのため、現在では赤液温度計、サーミスタ式温度計などが、一般的に使われており、水銀温度計はその影を失っている。
だが、一方その正確性故に一部からは根強い良い人気があり、生産自体は続けられてきた。

## 製造・輸出入の規制
2013年10月10日に採択され、2017年8月16日に発効した水銀に関する水俣条約により、水銀温度計は2020年末までに製造および輸出入が原則として禁止されることとなった。日本においては「水銀に関する環境の汚染の防止に関する法律」（水銀汚染防止法）が2015年6月19日に公布され、2020年12月31日以降の製造・輸出入が規制されている。ただし、「研究、計測器の校正及び参照の標準としての使用を目的とする製品」は規制の適用除外となっている。
一方、利用に関しては規制対象とはなっていないので、使い続けることができる。また、販売も可能である。